# Etapa Departamental de Lima 2024
La Etapa Departamental de Lima de la Copa Perú 2024 o Liga Departamental de Lima 2024 es la 54ª edición de la competición futbolística limeña.

## Sistema de juego
Participan 16 equipos que se clasificaron mediante sus distintas ligas provinciales.
Todos los equipos comienzan desde la fase de octavos de final, emparejándose en llaves de dos equipos en partidos de ida y vuelta, a excepción de la final que se juega a partido único en cancha neutral. Posteriormente, se comienza la fase de cuartos de final.
Los dos equipos que lleguen a la final avanzarán a la etapa nacional de la Copa Perú, además de disputarse el título del campeonato.

## Participantes

### Localización
El departamento de Lima está dividido en 10 provincias, de las cuales 7 estarán representados en el campeonato; las provincias de Lima, Huaura, Canta, Huaral y Huarochirí contaron con dos representantes. Las provincias de Barranca y Cañete contaron con tres representantes.
Las provincias de Cajatambo, Oyón y Yauyos no contaron con representantes debido a inactividad en sus ligas provinciales.
| Provincia  | Club                     | Condición             |
| ---------- | ------------------------ | --------------------- |
| Barranca   | Juventud Huracán         | Campeón Provincial    |
| Barranca   | Puente Bolívar           | Subcampeón Provincial |
| Barranca   | Virgen del Rosario       | Tercero Provincial    |
| Canta      | San Antonio              | Campeón Provincial    |
| Canta      | Juventud Chocas          | Subcampeón Provincial |
| Cañete     | Bella Esperanza          | Campeón Provincial    |
| Cañete     | Unión Bujama             | Subcampeón Provincial |
| Cañete     | San Lorenzo de Porococha |                       |
| Huaral     | Chacarita Caqui          | Campeón Provincial    |
| Huaral     | Vasco de Gama            | Subcampeón Provincial |
| Huarochirí | Atlético Minero          | Campeón Provincial    |
| Huarochirí | CD Oyotún                | Subcampeón Provincial |
| Huaura     | Real Independiente       | Campeón Provincial    |
| Huaura     | Cruz de Chonta           | Subcampeón Provincial |
| Lima       | Arsenal FBC              | Campeón Provincial    |
| Lima       | 'Pacifico FC'            | Subcampeón Provincial |
| Cajatambo  | Sin Participantes        | Sin Participantes     |
| Oyón       | Sin Participantes        | Sin Participantes     |
| Yauyos     | Sin Participantes        | Sin Participantes     |

| Lima       | 2 | Pacifico FC y Arsenal FBC                              |  |
| Barranca   | 3 | Juventud Huaracán, Virgen del Rosario y Puente Bolívar |  |
| Canta      | 2 | San Antonio y Juventud Chocas                          |  |
| Cañete     | 3 | Unión Bujama, Bella Esperanza y San Lorenzo Porococha  |  |
| Huaral     | 2 | Vasco de Gama y Chacarita Caqui                        |  |
| Huarochirí | 2 | CD Oyotún y Atlético Minero                            |  |
| Huaura     | 2 | Real Independiente y Cruz de Chonta                    |  |

## Octavos de final
| Llave                                                 | Fecha        | Provincia | Estadio                       | Local              | Resultado      | Visitante          |
| ----------------------------------------------------- | ------------ | --------- | ----------------------------- | ------------------ | -------------- | ------------------ |
| I                                                     | 04 de Agosto | Barranca  | Edgardo Reyes Bolivar de Supe | Virgen del Rosario | 1 - 1          | Chacarita Caqui    |
| I                                                     | 11 de Agosto | Huaral    |                               | Chacarita Caqui    | 1 - 1 (0:3 p.) | Virgen del Rosario |
| Global : 2-2 (0:3) - Clasificado : Virgen del Rosario |              |           |                               |                    |                |                    |

| Llave                                    | Fecha        | Provincia | Estadio                   | Local           | Resultado | Visitante       |
| ---------------------------------------- | ------------ | --------- | ------------------------- | --------------- | --------- | --------------- |
| II                                       | 04 de Agosto | Canta     | Municipal de Canta        | Juventud Chocas | 0 - 2     | Arsenal FBC     |
| II                                       | 10 de Agosto | Lima      | Estadio Luis Bedoya Reyes | Arsenal FBC     | 2 - 0     | Juventud Chocas |
| Global : 4-0 - Clasificado : Arsenal FBC |              |           |                           |                 |           |                 |

| Llave                                           | Fecha        | Provincia  | Estadio                              | Local              | Resultado | Visitante          |
| ----------------------------------------------- | ------------ | ---------- | ------------------------------------ | ------------------ | --------- | ------------------ |
| III                                             | 04 de Agosto | Huarochiri | Maracaná de Santo Domingo de Olleros | CD Oyotún          | 0 - 1     | Real Independiente |
| III                                             | 11 de Agosto | Huaura     |                                      | Real Independiente | 4 - 0     | CD Oyotún          |
| Global : 5-0 - Clasificado : Real Independiente |              |            |                                      |                    |           |                    |

| Llave                                         | Fecha        | Provincia | Estadio           | Local            | Resultado | Visitante        |
| --------------------------------------------- | ------------ | --------- | ----------------- | ---------------- | --------- | ---------------- |
| IV                                            | 04 de Agosto | Cañete    | Municipal de Mala | Unión Bujama     | 0 - 1     | Juventud Huracán |
| IV                                            | 11 de Agosto | Barranca  |                   | Juventud Huracán | 3 - 0     | Unión Bujama     |
| Global : 4-0 - Clasificado : Juventud Huracán |              |           |                   |                  |           |                  |

| Llave                                      | Fecha        | Provincia | Estadio              | Local           | Resultado | Visitante       |
| ------------------------------------------ | ------------ | --------- | -------------------- | --------------- | --------- | --------------- |
| V                                          | 04 de Agosto | Huaral    | Romula Shaw Cisneros | Vasco de Gama   | 1 - 0     | Bella Esperanza |
| V                                          | 11 de Agosto | Cañete    |                      | Bella Esperanza | 1 - 1     | Vasco de Gama   |
| Global : 1-2 - Clasificado : Vasco de Gama |              |           |                      |                 |           |                 |

| Llave                                    | Fecha        | Provincia  | Estadio          | Local           | Resultado | Visitante       |
| ---------------------------------------- | ------------ | ---------- | ---------------- | --------------- | --------- | --------------- |
| VI                                       | 04 de Agosto | Lima       | Alberto Gallardo | 'Pacifico FC'   | 2 - 0     | Atlético Minero |
| VI                                       | 11 de Agosto | Huarochiri |                  | Atlético Minero | 0 - 1     | Pacifico FC     |
| Global : 0-3 - Clasificado : Pacifico FC |              |            |                  |                 |           |                 |

| Llave                                       | Fecha        | Provincia | Estadio                   | Local          | Resultado | Visitante      |
| ------------------------------------------- | ------------ | --------- | ------------------------- | -------------- | --------- | -------------- |
| VII                                         | 04 de Agosto | Huaura    | Marcial Villanueva Marcos | Cruz de Chonta | 2 - 0     | San Antonio    |
| VII                                         | 11 de Agosto | Canta     |                           | San Antonio    | 0 - 1     | Cruz de Chonta |
| Global : 0-3 - Clasificado : Cruz de Chonta |              |           |                           |                |           |                |

| Llave                                                 | Fecha        | Provincia | Estadio               | Local                 | Resultado | Visitante             |
| ----------------------------------------------------- | ------------ | --------- | --------------------- | --------------------- | --------- | --------------------- |
| VIII                                                  | 04 de Agosto | Barranca  | Manuel Dávila Montoro | Puente Bolivar        | 0 - 1     | San Lorenzo Porococha |
| VIII                                                  | 11 de Agosto | Cañete    |                       | San Lorenzo Porococha | 6 - 0     | Puente Bolivar        |
| Global : 7-0 - Clasificado : San Lorenzo de Porococha |              |           |                       |                       |           |                       |

## Cuartos de final
| Llave                                         | Fecha        | Provincia | Estadio                   | Local            | Resultado | Visitante        |
| --------------------------------------------- | ------------ | --------- | ------------------------- | ---------------- | --------- | ---------------- |
| A                                             | 18 de agosto | Lima      | Estadio Luis Bedoya Reyes | Arsenal FBC      | 2 - 4     | Juventud Huracán |
| A                                             | 25 de agosto | Barranca  |                           | Juventud Huracán | 1 - 2     | Arsenal FBC      |
| Global : 4-5 - Clasificado : Juventud Huracán |              |           |                           |                  |           |                  |

| Llave                                    | Fecha        | Provincia | Estadio          | Local                 | Resultado | Visitante             |
| ---------------------------------------- | ------------ | --------- | ---------------- | --------------------- | --------- | --------------------- |
| B                                        | 18 de agosto | Lima      | Alberto Gallardo | 'Pacifico FC'         | 1 - 0     | San Lorenzo Porococha |
| B                                        | 25 de agosto | Cañete    |                  | San Lorenzo Porococha | 1- 1      | 'Pacifico FC'         |
| Global : 2-1 - Clasificado : Pacifico FC |              |           |                  |                       |           |                       |

| Llave                                                 | Fecha        | Provincia | Estadio                       | Local              | Resultado | Visitante          |
| ----------------------------------------------------- | ------------ | --------- | ----------------------------- | ------------------ | --------- | ------------------ |
| C                                                     | 18 de agosto | Barranca  | Edgardo Reyes Bolivar de Supe | Virgen del Rosario | 2 - 1     | Real Independiente |
| C                                                     | 25 de agosto | Huaura    |                               | Real Independiente | 1 - 0     | Virgen del Rosario |
| Global : 2-2 (3:1) - Clasificado : Real Independiente |              |           |                               |                    |           |                    |

| Llave                                       | Fecha        | Provincia | Estadio                   | Local          | Resultado | Visitante      |
| ------------------------------------------- | ------------ | --------- | ------------------------- | -------------- | --------- | -------------- |
| D                                           | 18 de agosto | Huaura    | Marcial Villanueva Marcos | Cruz de Chonta | 2 - 2     | Vasco de Gama  |
| D                                           | 25 de agosto | Huaral    | Romula Shaw Cisneros      | Vasco de Gama  | 0 - 4     | Cruz de Chonta |
| Global : 2-6 - Clasificado : Cruz de Chonta |              |           |                           |                |           |                |

## Semifinal
| Llave                                   | Fecha           | Provincia | Estadio               | Local            | Resultado | Visitante        |
| --------------------------------------- | --------------- | --------- | --------------------- | ---------------- | --------- | ---------------- |
| 1                                       | 1 de septiembre | Lima      | Alberto Gallardo      | Pacifico FC      | 1 - 0     | Juventud Huracán |
| 1                                       | 8 de septiembre | Barranca  | Edgardo Reyes Bolivar | Juventud Huracán | 1 - 3     | Pacifico FC      |
| Global : 4- 1 Clasificado : Pacifico FC |                 |           |                       |                  |           |                  |

| Llave                                     | Fecha           | Provincia | Estadio            | Local              | Resultado      | Visitante          |
| ----------------------------------------- | --------------- | --------- | ------------------ | ------------------ | -------------- | ------------------ |
| 2                                         | 1 de septiembre | Huaura    | Marcial Villanueva | Real Independiente | 1 - 1          | Cruz de Chonta     |
| 2                                         | 8 de septiembre | Huaura    | Marcial Villanueva | Cruz de Chonta     | 0 - 0 (4:5 p.) | Real Independiente |
| Global : 1 - 1 (4:5) : Real Independiente |                 |           |                    |                    |                |                    |

## Final
| Fecha            | Provincia | Estadio               | Local       | Resultado | Visitante          |
| ---------------- | --------- | --------------------- | ----------- | --------- | ------------------ |
| 15 de septiembre | Huaura    | Segundo Aranda Torres | Pacifico FC | 0-1       | Real Independiente |

| real independiente              | Por definir                     |
| Real Independiente              | Pacifico FC                     |
| Campeón                         | Subcampeón                      |
| Clasificado a la Etapa Nacional | Clasificado a la Etapa Nacional |